# Александър Дубовик
Александър Иванов Дубовик е български архитект.

## Биография
Роден е на 12 ноември 1894 г. в София. През 1922 г. завършва архитектура във Висшето техническо училище в Берлин. Същевременно учи и в Училището за приложни изкуства и в Художествената академия. След завръщането си в България работи като архитект към Земеделската банка, Министерство на народната просвета, Софийски градски народен съвет, „Главпроект“.
Проектира сградите на Балканска банка и Кредитна банка във Варна през 1922 – 1926 г., театър „Роял“ през 1925 г. и Военната академия през 1938 г. в София, Двореца на културата в Перник през 1957 г. Автор е на редица живописни творби. Участва в колективни и самостоятелни изложби.
Умира на 28 февруари 1979 г. в София.